# 6 Hours of Fuji 2023

Tor Fuji International Speedway

6 Hours of Fuji 2023 – długodystansowy wyścig samochodowy, który odbył się 10 września 2023 roku na torze Fuji International Speedway. Był on szóstą rundą sezonu 2023 serii FIA World Endurance Championship.

## Uczestnicy
Lista startowa została opublikowana 19 lipca i zawierała 36 zgłoszeń – 12 w klasie Hypercar, 11 w klasie LMP2 oraz 13 w klasie LMGTE Am. W porównaniu do poprzedniej rundy zabrakło auta #708 Glickenhaus Racing, a załoga #98 NorthWest AMR powróciła do ścigania.
Do składu #56 Project 1 – AO powrócili P.J. Hyett i Gunnar Jeannette. Juan Manuel Correa powrócił do składu #9 Prema Racing. W załodze #22 United Autosports ponownie pojechał Filipe Albuquerque. Kei Cozzolino i Hiroshi Koizumi dołączyli do Simona Manna w załodze #21 AF Corse. Tom Blomqvist miał powrócić do składu #23 United Autosports, ale został zastąpiony przez Bena Hanley'a. Blomqvist zastąpił Simona Pagenaud w wyścigu serii IndyCar na torze Laguna Seca. Stoffel Vandoorne zastąpił Nico Müllera w obsadzie auta #94 Peugeot TotalEnergies. Kontuzja obojczyka zmusiła Müllera do opuszczenia tego wyścigu. Andrea Caldarelli zastąpił Mirko Bortolottiego w składzie #63 Prema Racing. Ritomo Miyata był zastępcą Daniela Serry w załodze #57 Kessel Racing. Serra miał powrócić do ścigania w tej załodze, ale nie mógł wjechać do Japonii.

## Harmonogram
| Dzień                  | Godzina | Sesja                           | Długość  |
| ---------------------- | ------- | ------------------------------- | -------- |
| Piątek, 8 września     | 11:00   | Pierwsza sesja treningowa       | 90 minut |
| Piątek, 8 września     | 15:30   | Druga sesja treningowa          | 90 minut |
| Sobota, 9 września     | 10:20   | Trzecia sesja treningowa        | 60 minut |
| Sobota, 9 września     | 14:40   | Sesja kwalifikacyjna – LMGTE Am | 15 minut |
| Sobota, 9 września     | 15:05   | Sesja kwalifikacyjna – LMP2     | 15 minut |
| Sobota, 9 września     | 15:30   | Sesja kwalifikacyjna – Hypercar | 15 minut |
| Niedziela, 10 września | 11:00   | Wyścig                          | 6 godzin |
| Źródło                 |         |                                 |          |

## Sesje treningowe
| Klasa          | Zespół                      | Samochód            | Czas           | Okr.           |
| Sesja pierwsza | Sesja pierwsza              | Sesja pierwsza      | Sesja pierwsza | Sesja pierwsza |
| -------------- | --------------------------- | ------------------- | -------------- | -------------- |
| Hypercar       | #50 Ferrari AF Corse        | Ferrari 499P        | 1:35,649       | 40             |
| LMP2           | #28 JOTA                    | Oreca 07            | 1:40,781       | 40             |
| LMGTE Am       | #77 Dempsey – Proton Racing | Porsche 911 RSR-19  | 1:43,538       | 42             |
| Sesja druga    |                             |                     |                |                |
| Hypercar       | #8 Toyota Gazoo Racing      | Toyota GR010 Hybrid | 1:29,523       | 51             |
| LMP2           | #41 Team WRT                | Oreca 07            | 1:33,131       | 48             |
| LMGTE Am       | #54 AF Corse                | Ferrari 488 GTE Evo | 1:38,239       | 48             |
| Sesja trzecia  |                             |                     |                |                |
| Hypercar       | #7 Toyota Gazoo Racing      | Toyota GR010 Hybrid | 1:30,068       | 32             |
| LMP2           | #23 United Autosports       | Oreca 07            | 1:34,258       | 31             |
| LMGTE Am       | #54 AF Corse                | Ferrari 488 GTE Evo | 1:39,074       | 24             |

## Kwalifikacje
Pole position w każdej kategorii oznaczone jest pogrubieniem.
| Poz.   | Klasa    | Zespół                        | Kierowca               | Czas     | Strata  | Poz. s. |
| ------ | -------- | ----------------------------- | ---------------------- | -------- | ------- | ------- |
| 1      | Hypercar | #7 Toyota Gazoo Racing        | Kamui Kobayashi        | 1:27,794 | —       | 1       |
| 2      | Hypercar | #8 Toyota Gazoo Racing        | Brendon Hartley        | 1:28,418 | +0,624  | 2       |
| 3      | Hypercar | #6 Porsche Penske Motorsport  | Kévin Estre            | 1:28,687 | +0,893  | 3       |
| 4      | Hypercar | #5 Porsche Penske Motorsport  | Frédéric Makowiecki    | 1:28,717 | +0,923  | 4       |
| 5      | Hypercar | #2 Cadillac Racing            | Alex Lynn              | 1:28,770 | +0,976  | 5       |
| 6      | Hypercar | #51 Ferrari AF Corse          | James Calado           | 1:28,991 | +1,197  | 6       |
| 7      | Hypercar | #50 Ferrari AF Corse          | Nicklas Nielsen        | 1:29,063 | +1,269  | 7       |
| 8      | Hypercar | #38 Hertz Team JOTA           | António Félix da Costa | 1:29,111 | +1,317  | 8       |
| 9      | Hypercar | #99 Proton Competition        | Gianmaria Bruni        | 1:29,338 | +1,544  | 9       |
| 10     | Hypercar | #93 Peugeot TotalEnergies     | Mikkel Jensen          | 1:29,898 | +2,104  | 10      |
| 11     | Hypercar | #94 Peugeot TotalEnergies     | Loïc Duval             | 1:31,822 | +4,028  | 11      |
| 12     | LMP2     | #22 United Autosports         | Philip Hanson          | 1:32,182 | +4,388  | 12      |
| 13     | Hypercar | #4 Floyd Vanwall Racing Team  | Tristan Vautier        | 1:32,199 | +4,405  | 13      |
| 14     | LMP2     | #41 Team WRT                  | Louis Delétraz         | 1:32,273 | +4,479  | 14      |
| 15     | LMP2     | #23 United Autosports         | Oliver Jarvis          | 1:32,453 | +4,659  | 15      |
| 16     | LMP2     | #28 JOTA                      | Pietro Fittipaldi      | 1:32,778 | +4,984  | 16      |
| 17     | LMP2     | #34 Inter Europol Competition | Albert Costa           | 1:32,846 | +5,052  | 17      |
| 18     | LMP2     | #10 Vector Sport              | Gabriel Aubry          | 1:32,876 | +5,082  | 18      |
| 19     | LMP2     | #31 Team WRT                  | Ferdinand Habsburg     | 1:32,893 | +5,099  | 19      |
| 20     | LMP2     | #9 Prema Racing               | Bent Viscaal           | 1:32,917 | +5,123  | 20      |
| 21     | LMP2     | #36 Alpine Elf Team           | Matthieu Vaxivière     | 1:33,027 | +5,233  | 21      |
| 22     | LMP2     | #63 Prema Racing              | Andrea Caldarelli      | 1:33,086 | +5,292  | 22      |
| 23     | LMP2     | #35 Alpine Elf Team           | Olli Caldwell          | 1:33,400 | +5,606  | 23      |
| 24     | LMGTE Am | #33 Corvette Racing           | Ben Keating            | 1:38,338 | +10,544 | 24      |
| 25     | LMGTE Am | #85 Iron Dames                | Sarah Bovy             | 1:38,373 | +10,579 | 25      |
| 26     | LMGTE Am | #777 D'Station Racing         | Satoshi Hoshino        | 1:38,875 | +11,081 | 26      |
| 27     | LMGTE Am | #98 NorthWest AMR             | Ian James              | 1:38,881 | +11,087 | 27      |
| 28     | LMGTE Am | #57 Kessel Racing             | Takeshi Kimura         | 1:39,011 | +11,217 | 28      |
| 29     | LMGTE Am | #83 Richard Mille AF Corse    | Luis Perez Companc     | 1:39,173 | +11,379 | 29      |
| 30     | LMGTE Am | #56 Project 1 – AO            | P.J. Hyett             | 1:39,179 | +11,385 | 30      |
| 31     | LMGTE Am | #77 Dempsey – Proton Racing   | Christian Ried         | 1:39,183 | +11,389 | 31      |
| 32     | LMGTE Am | #86 GR Racing                 | Michael Wainwright     | 1:39,202 | +11,408 | 32      |
| 33     | LMGTE Am | #54 AF Corse                  | Thomas Flohr           | 1:39,283 | +11,489 | 33      |
| 34     | LMGTE Am | #25 ORT by TF                 | Ahmad Al Harthy        | 1:39,344 | +11,550 | 34      |
| 35     | LMGTE Am | #21 AF Corse                  | Hiroshi Koizumi        | 1:39,566 | +11,772 | 35      |
| 36     | LMGTE Am | #60 Iron Lynx                 | Claudio Schiavoni      | 1:40,292 | +12,498 | 36      |
| Źródła |          |                               |                        |          |         |         |

## Wyścig

### Wyniki
Minimum do bycia sklasyfikowanym (70 procent dystansu pokonanego przez zwycięzców wyścigu) wyniosło 160 okrążeń. Zwycięzcy klas są oznaczeni pogrubieniem.
| Poz. | Klasa    | Zespół                        | Kierowcy                                                    | Samochód                 | Opony | Okr. | Czas/Strata   |
| ---- | -------- | ----------------------------- | ----------------------------------------------------------- | ------------------------ | ----- | ---- | ------------- |
| 1    | Hypercar | #7 Toyota Gazoo Racing        | Mike Conway Kamui Kobayashi José María López                | Toyota GR010 Hybrid      | M     | 229  | 6:01:17,551   |
| 2    | Hypercar | #8 Toyota Gazoo Racing        | Sébastien Buemi Brendon Hartley Ryō Hirakawa                | Toyota GR010 Hybrid      | M     | 229  | +39,119       |
| 3    | Hypercar | #6 Porsche Penske Motorsport  | Kévin Estre André Lotterer Laurens Vanthoor                 | Porsche 963              | M     | 229  | +47,768       |
| 4    | Hypercar | #50 Ferrari AF Corse          | Antonio Fuoco Miguel Molina Nicklas Nielsen                 | Ferrari 499P             | M     | 228  | +1 okrążenie  |
| 5    | Hypercar | #51 Ferrari AF Corse          | Alessandro Pier Guidi James Calado Antonio Giovinazzi       | Ferrari 499P             | M     | 228  | +1 okrążenie  |
| 6    | Hypercar | #38 Hertz Team JOTA           | António Félix da Costa William Stevens Yifei Ye             | Porsche 963              | M     | 228  | +1 okrążenie  |
| 7    | Hypercar | #94 Peugeot TotalEnergies     | Loïc Duval Gustavo Menezes Stoffel Vandoorne                | Peugeot 9X8              | M     | 228  | +1 okrążenie  |
| 8    | Hypercar | #93 Peugeot TotalEnergies     | Paul di Resta Mikkel Jensen Jean-Éric Vergne                | Peugeot 9X8              | M     | 226  | +3 okrążenia  |
| 9    | Hypercar | #99 Proton Competition        | Neel Jani Gianmaria Bruni Harry Tincknell                   | Porsche 963              | M     | 221  | +8 okrążeń    |
| 10   | Hypercar | #2 Cadillac Racing            | Earl Bamber Alex Lynn Richard Westbrook                     | Cadillac V-Series.R      | M     | 219  | +10 okrążeń   |
| 11   | LMP2     | #41 Team WRT                  | Rui Andrade Robert Kubica Louis Delétraz                    | Oreca 07                 | G     | 219  | +10 okrążeń   |
| 12   | LMP2     | #22 United Autosports         | Frederick Lubin Philip Hanson Filipe Albuquerque            | Oreca 07                 | G     | 218  | +11 okrążeń   |
| 13   | LMP2     | #31 Team WRT                  | Sean Gelael Ferdinand Habsburg Robin Frijns                 | Oreca 07                 | G     | 218  | +11 okrążeń   |
| 14   | LMP2     | #23 United Autosports         | Josh Pierson Ben Hanley Oliver Jarvis                       | Oreca 07                 | G     | 218  | +11 okrążeń   |
| 15   | LMP2     | #36 Alpine Elf Team           | Matthieu Vaxivière Julien Canal Charles Milesi              | Oreca 07                 | G     | 218  | +11 okrążeń   |
| 16   | LMP2     | #28 JOTA                      | David Heinemeier-Hansson Pietro Fittipaldi Oliver Rasmussen | Oreca 07                 | G     | 218  | +11 okrążeń   |
| 17   | LMP2     | #10 Vector Sport              | Ryan Cullen Matthias Kaiser Gabriel Aubry                   | Oreca 07                 | G     | 217  | +12 okrążeń   |
| 18   | LMP2     | #9 Prema Racing               | Filip Ugran Bent Viscaal Juan Manuel Correa                 | Oreca 07                 | G     | 217  | +12 okrążeń   |
| 19   | LMP2     | #34 Inter Europol Competition | Jakub Śmiechowski Fabio Scherer Albert Costa                | Oreca 07                 | G     | 217  | +12 okrążeń   |
| 20   | LMP2     | #63 Prema Racing              | Doriane Pin Andrea Caldarelli Daniił Kwiat                  | Oreca 07                 | G     | 216  | +13 okrążeń   |
| 21   | LMP2     | #35 Alpine Elf Team           | André Negrão Memo Rojas Olli Caldwell                       | Oreca 07                 | G     | 216  | +13 okrążeń   |
| 22   | Hypercar | #4 Floyd Vanwall Racing Team  | Esteban Guerrieri Tristan Vautier João Paulo de Oliveira    | Vanwall Vandervell 680   | M     | 211  | +18 okrążeń   |
| 23   | LMGTE Am | #54 AF Corse                  | Thomas Flohr Francesco Castellacci Davide Rigon             | Ferrari 488 GTE Evo      | M     | 210  | +19 okrążeń   |
| 24   | LMGTE Am | #33 Corvette Racing           | Ben Keating Nicolás Varrone Nicky Catsburg                  | Chevrolet Corvette C8.R  | M     | 210  | +19 okrążeń   |
| 25   | LMGTE Am | #57 Kessel Racing             | Takeshi Kimura Scott Huffaker Ritomo Miyata                 | Ferrari 488 GTE Evo      | M     | 210  | +19 okrążeń   |
| 26   | LMGTE Am | #85 Iron Dames                | Sarah Bovy Michelle Gatting Rahel Frey                      | Porsche 911 RSR-19       | M     | 210  | +19 okrążeń   |
| 27   | LMGTE Am | #56 Project 1 – AO            | P.J. Hyett Gunnar Jeannette Matteo Cairoli                  | Porsche 911 RSR-19       | M     | 210  | +19 okrążeń   |
| 28   | LMGTE Am | #77 Dempsey – Proton Racing   | Christian Ried Mikkel Pedersen Julien Andlauer              | Porsche 911 RSR-19       | M     | 210  | +19 okrążeń   |
| 29   | LMGTE Am | #98 NorthWest AMR             | Ian James Daniel Mancinelli Alex Riberas                    | Aston Martin Vantage AMR | M     | 210  | +19 okrążeń   |
| 30   | LMGTE Am | #86 GR Racing                 | Michael Wainwright Riccardo Pera Benjamin Barker            | Porsche 911 RSR-19       | M     | 210  | +19 okrążeń   |
| 31   | LMGTE Am | #83 Richard Mille AF Corse    | Luis Perez Companc Lilou Wadoux Alessio Rovera              | Ferrari 488 GTE Evo      | M     | 209  | +20 okrążeń   |
| 32   | LMGTE Am | #777 D'Station Racing         | Satoshi Hoshino Casper Stevenson Tomonobu Fujii             | Aston Martin Vantage AMR | M     | 209  | +20 okrążeń   |
| 33   | LMGTE Am | #60 Iron Lynx                 | Claudio Schiavoni Matteo Cressoni Alessio Picariello        | Porsche 911 RSR-19       | M     | 209  | +20 okrążeń   |
| 34   | LMGTE Am | #21 AF Corse                  | Hiroshi Koizumi Simon Mann Kei Cozzolino                    | Ferrari 488 GTE Evo      | M     | 208  | +21 okrążeń   |
| 35   | LMGTE Am | #25 ORT by TF                 | Ahmad Al Harthy Michael Dinan Charlie Eastwood              | Aston Martin Vantage AMR | M     | 206  | +23 okrążenia |
| 36   | Hypercar | #5 Porsche Penske Motorsport  | Dane Cameron Michael Christensen Frédéric Makowiecki        | Porsche 963              | M     | 182  | +47 okrążeń   |

1. 1 2 3 4  Załogi #38 Hertz Team JOTA, #57 Kessel Racing, #93 Peugeot TotalEnergies oraz #777 D'Station Racing zostały ukarane za niespowolnienie w wyznaczonym czasie do 80km/h przy neutralizacji Full Course Yellow. Wszystkie te załogi otrzymały karę doliczenia 10 sekund do czasów, w których pokonały wyścig[18].
2. ↑  Załoga #5 Porsche Penske Motorsport została ukarana za niespełnienie wymaganego minimalnego czasu jazdy przez Frédérica Makowieckiego, który przejechał 55:38,782 zamiast wymaganej godziny. Karą dla tej załogi było odjęcie 3 okrążeń z liczby przejechanych oraz doliczenie 55,076s do czasu, w którym pokonała wyścig[17].

### Statystyki

#### Najszybsze okrążenie
| Klasa    | Kierowca           | Zespół                     | Czas     | Okr. |
| -------- | ------------------ | -------------------------- | -------- | ---- |
| Hypercar | Kamui Kobayashi    | #7 Toyota Gazoo Racing     | 1:30,780 | 195  |
| LMP2     | Filipe Albuquerque | #22 United Autosports      | 1:34,127 | 5    |
| LMGTE Am | Alessio Rovera     | #83 Richard Mille AF Corse | 1:38,342 | 194  |
| Źródło   |                    |                            |          |      |